# Botafogo FC (João Pessoa)
Botafogo FC is een Braziliaans voetbalclub uit João Pessoa in de staat Paraíba.

## Geschiedenis
De club werd opgericht in 1931. In 1934 speelde de club voor het eerst in de hoogste klasse van de staatscompetitie. Op een occasioneel seizoen na speelt de club sindsdien praktisch altijd op het hoogste niveau. In 1936 volgt een eerste staatstitel, de eerste van drie op een rij. Ook in de jaren veertig en vijftig won de club verscheidene titels, maar in de jaren zestig, toen de Taça Brasil opgericht werd als nationale competitie waar de staatskampioenen aan deel konden nemen, won de club in het begin geen titels waardoor ze zich niet konden tonen op nationaal niveau. In 1968 na elf jaar nog eens kampioen, maar net dat seizoen werd de Taça afgevoerd. In 1972 nam de club deel aan de Série B en eindigde in de middenmoot. Van 1976 tot 1980 speelde de club dan in de Série A. In 1984 bereikte de club de halve finale van de Série B en verloor daar van Uberlândia. De volgende twee seizoenen trad de club opnieuw aan in de Série A, maar kon net als voorheen daar geen potten breken.
Nadat de regels strenger werden en niet alle staten rechtstreekse deelnemers kregen in de Série A en B nam de club vaak deel aan de Série C. Tussen 2004 en 2012 won de club geen staatstitel en kon in die periode ook maar één keer aan de Série C deelnemen. Vanaf 2009 was de Série D de laagste nationale reeks. Na een nieuwe staatstitel in 2013 plaatste de club zich hier voor. De club werd groepswinnaar en versloeg in de eindronde Central, Tiradentes en Salgueiro. In de finale troffen ze Juventude, waar ze de heenwedstrijd met 2-1 van verloren. De terugwedstrijd werd gewonnen met 2-0 waardoor de club kampioen werd.
De club promoveerde zo naar de Série C en is daar nog steeds actief. In 2016 werden ze zevende, hun beste notering tot nu toe. Ook in de staatscompetitie bleven ze de afgelopen jaren succesvol.

## Erelijst
Campeonato Brasileiro Série D
2013
Campeonato Paraibano
1936, 1937, 1938, 1944, 1945, 1947, 1948, 1949, 1953, 1954, 1955, 1957, 1968, 1969, 1970, 1975, 1976, 1977, 1978, 1984, 1986, 1988, 1998, 1999, 2003, 2013, 2014, 2017, 2018, 2019